# Respuestas vegetales

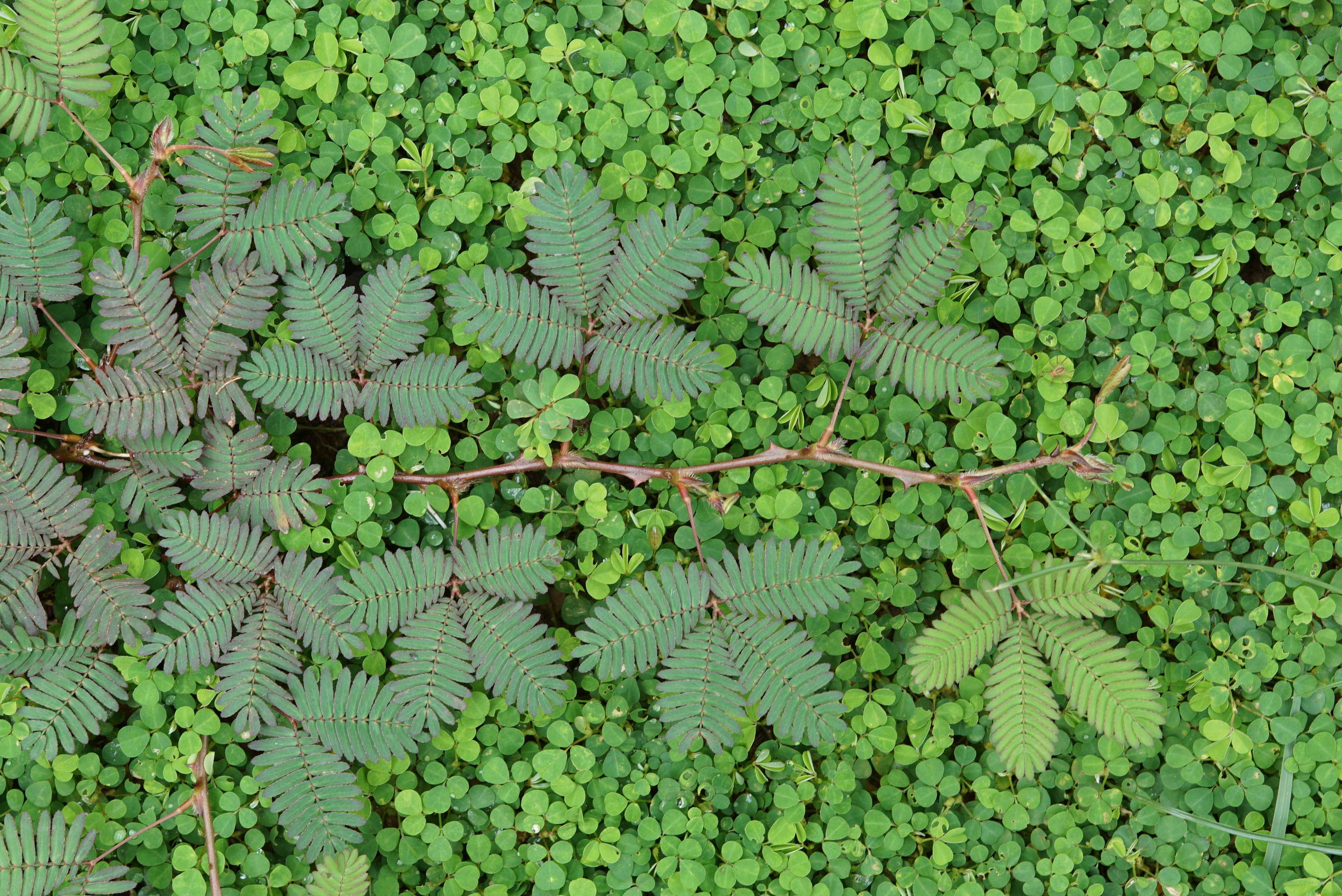
La Dormilona (Mimosa Pudica) responde de forma rápida al contacto, esto se debe a unas respuestas vegetales que hace que sus hojas se doblen al tacto (haptonastia)

Las respuestas vegetales son respuestas impulsadas por estímulo y hormonas dadas en el cuerpo de una planta, las plantas pueden responder a una gran variedad de estímulos los cuales responden a diversos factores como la gravedad, la luz, la temperatura, contacto físico y sustancias químicas las cuales son vitales para la supervivencia de las plantas. Muchas respuestas vegetales son mediadas debido a hormonas vegetales (o fitohormonas) sustancias presentes en las plantas dadas en concentraciones pequeñas que influyen en los procesos fisiológicos de las plantas.Estas causan frecuentemente los efectos de sustancias químicas llamadas respuestas las cuales influyen en el crecimiento de una planta por ejemplo, la estimulación del crecimiento en los cactus debido a la necesidad de acumular agua.

## Tipos de respuestas
Las respuestas de las plantas pertenecen a estas dos categorías násticas y trópicas.

### Respuestas trópicas
Las repuestas trópicas o trópismos, son respuestas que dan movimientos de crecimientos cuya dirección está determinada por la dirección de estímulos.La anexión de un prefijo a la palabra tropismo indica el tipo de estímulo implicado por ejemplo, geotropismo es una respuesta a la gravedad y el haptotropismo es una respuesta al contacto directo como la capacidad de enrollarse alrededor de un objeto estímulo que poseen las plantas trepadoras o enredaderas. Los tropismos son positivos cuando el estímulo acerca a la planta a la fuente del estímulo y negativos cuando el estímulo aleja a la planta de tal fuente, las raíces tienen geotropismo positivo (van hacia abajo dejándose llevar por la gravedad).

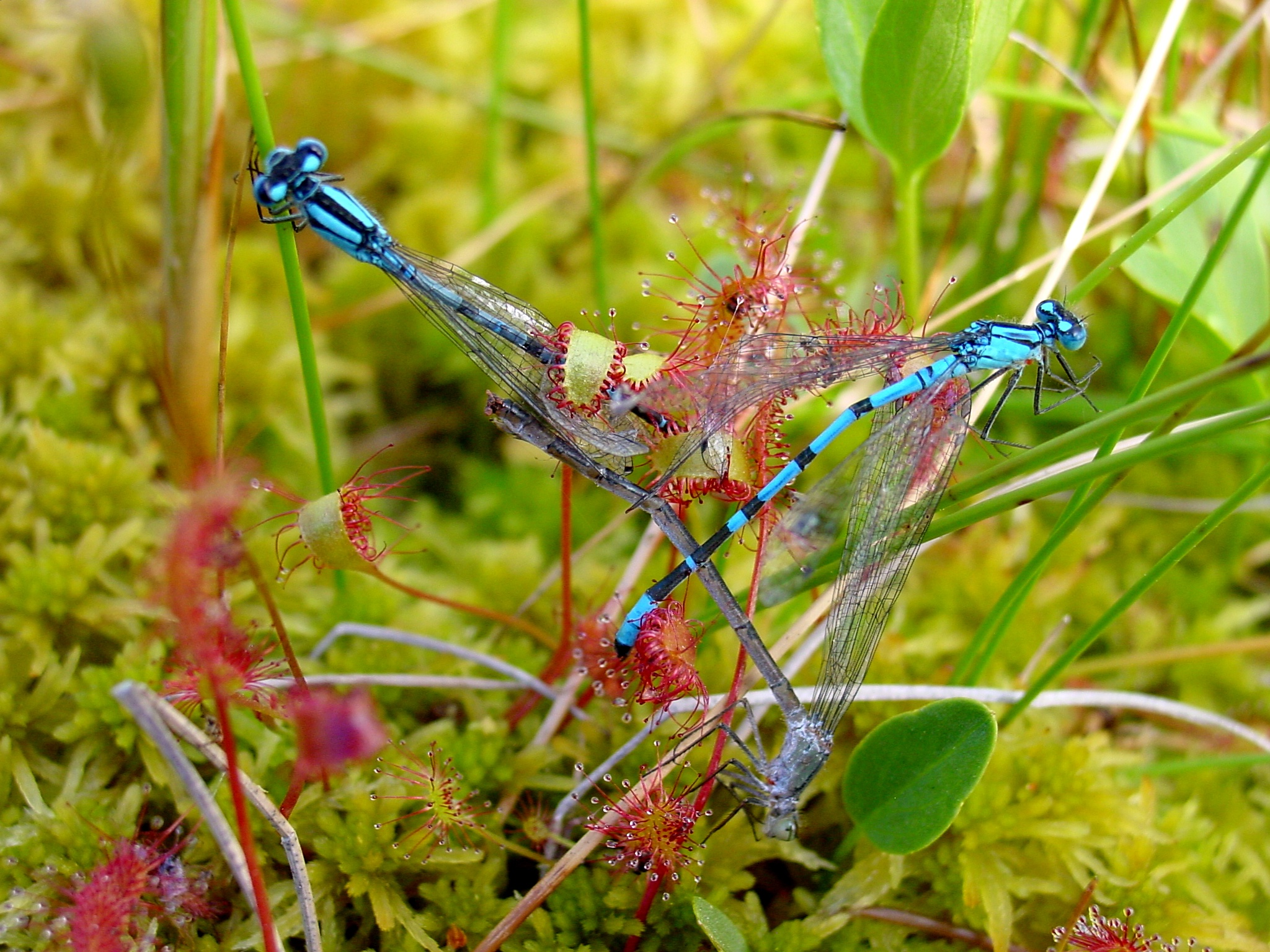
(Drosera anglica) una especie de planta carnívora que atrapa a sus presas enrrollandolas en sus lóbulos con néctar, esto sucede por una respuesta nastica que causa que el lóbulo se enrolle

### Respuestas násticas
las respuestas násticas o nástias son respuestas que no están influenciadas por la dirección de un estímulo, como por ejemplo la apertura y cierre de los pétalos de una flor o la caída de las hojas viejas.

## Mecanismos de respuestas trópicas

### Fototropismo
El fototropismo es la atracción de los estímulos hacia la luz solar, está causada por el aumento de la concentración de la auxina en la parte alejada de la luz lo que causa que la planta produzca alargamiento en tal parte de la planta hacia la luz.

### Gravitropismo
El gravitropismo es la atracción de ciertas hormonas  hacia la gravedad como los tallos, estos presentan geotropismo negativo debido a que crecen hacia arriba en contra de la gravedad.

### Haptotropismo
El haptotropismo es una respuesta vegetal dada por la atracción de estímulos mediante el tacto, como por ejemplo en la lluvia, algunas plantas expanden sus ramas para conducir el agua de las ramas hasta su tallo.

## Mecanismos de respuestas násticas

### Haptonastia
La haptonastia o tigmonastia es la respuesta por contacto, como los zarcillos de numerosas plantas. La mayor diferencia con la sismonastia es la forma en que se produce la reacción al estímulo: en esta se produce un mayor crecimiento del flanco opuesto al contacto, en cambio en la sismonastia el movimiento de los órganos vegetales se produce por cambios en la turgencia, siendo estos mucho más rápidos que aquellos.

### Sismonastia
Es la respuesta rápida de un estímulo dada como una sacudida o un golpe debido al tacto. Esta respuesta se produce en plantas carnívoras como la venus atrapamoscas y otras.

### Nictinastia
Es la respuesta que infiere en la posición de las  hojas debido a la activación de un estímulo que depende de que fase del día se encuentre la planta,Esta respuesta se da en algunas plantas entre ellas el tamarindo.

### Termonastia
Es la respuesta de un estímulo que responde a las variaciones de temperatura, como la flor del tulipán.

## Hormonas vegetales
Son sustancias ubicadas en casi toda la planta que actúan sobre otras células, causando mensajes químicos en la planta los cuales son capaces de controlar de forma predominante los fenómenos fisiológicos de una planta mediante los vasos floematicos o xilematicos .
Existen tres tipos de hormonas principales 

### Auxinas
las auxinas, identificadas como ácido indolactético, están relacionadas con la división,diferenciación y crecimiento de las células, además de estar relacionadas con varios aspectos del metabolismo.
Las auxinas aflojan los enlaces que existen entre la fibra celulosa y pared celular así aumentando la plasticidad de esta pared y permitiendo a una célula turgente expandirse.Las auxinas también ayudan a la división celular, evitan la caída de las hojas sanas y estimula la maduración de los frutos.

### Giberelinas
Este grupo de hormonas está relacionado con el ácido gilberélico. Al igual que las hormonas auxinas ayudan al crecimiento y división de las células, principalmente estas hormonas ayudan el alargamiento del tallo, hace que las yemas y semillas queden en estado de reposo y ayuda en la floración y el desarrollo del fruto.

### Citocininas
Entre los efectos a los que contribuyen las hormonas citocinas, están la división celular y la regulación el crecimiento, el tiempo del momento de la floración y regula la fecundación de las semillas.